# Kutschenitza
Die Kutschenitza, auch Kutschenitzabach, slowenisch Kučnica, Kučnica potok, ist ein kleiner Fluss, dessen Verlauf heute die Grenze zwischen Österreich und Slowenien markiert. 

## Geografie
Die Kutschenitza entspringt im ehemaligen steirischen Bezirk Feldbach in Österreich. Ihr Quellbereich (340 m) liegt zwischen dem Schirrenkogel (404 m) und der Ortschaft Sankt Anna am Aigen (403 m). Bereits nach ca. 1200 m wird die Kutschenitza zum Grenzbach, nach weiteren 2300 m betritt sie den ehemaligen Bezirk Radkersburg.
In ihrem weiteren Verlauf fließt sie etwa 20 km in südlicher Richtung. Auf slowenischer Seite berühren die Gemeinden Rogašovci, Cankova und Tišina die Grenze. Etwa einen Kilometer vor der Mündung verlässt der Fluss den Grenzverlauf und fließt durch Slowenien.
Nach 24 km Gesamtlänge mündet die Kutschenitza etwa 6 km südöstlich der Stadt Bad Radkersburg in die Mur (202 m).

## Geschichte
Die Kutschenitza, dt. alt Kuznitza, ungarisch Kucsenyica-patak, war seit dem Mittelalter die Grenze des Herzogtum Steyer (zuletzt Kronland Steiermark) zum Königreich Ungarn. Mit dem Zerfall der Habsburgermonarchie 1918 kam der Teil östlich zum Königreich Jugoslawien; seit 1991 gehört er zu Slowenien. 
Seit dem EU-Beitritt Sloweniens 2004 ist das Kutschenitza-Tal Gegenstand intensiver natur- und umweltschützerischer Maßnahmen, es soll in das europaweite Projekt Grünes Band eingebunden werden.